# Joan-Daniel Bezsonoff

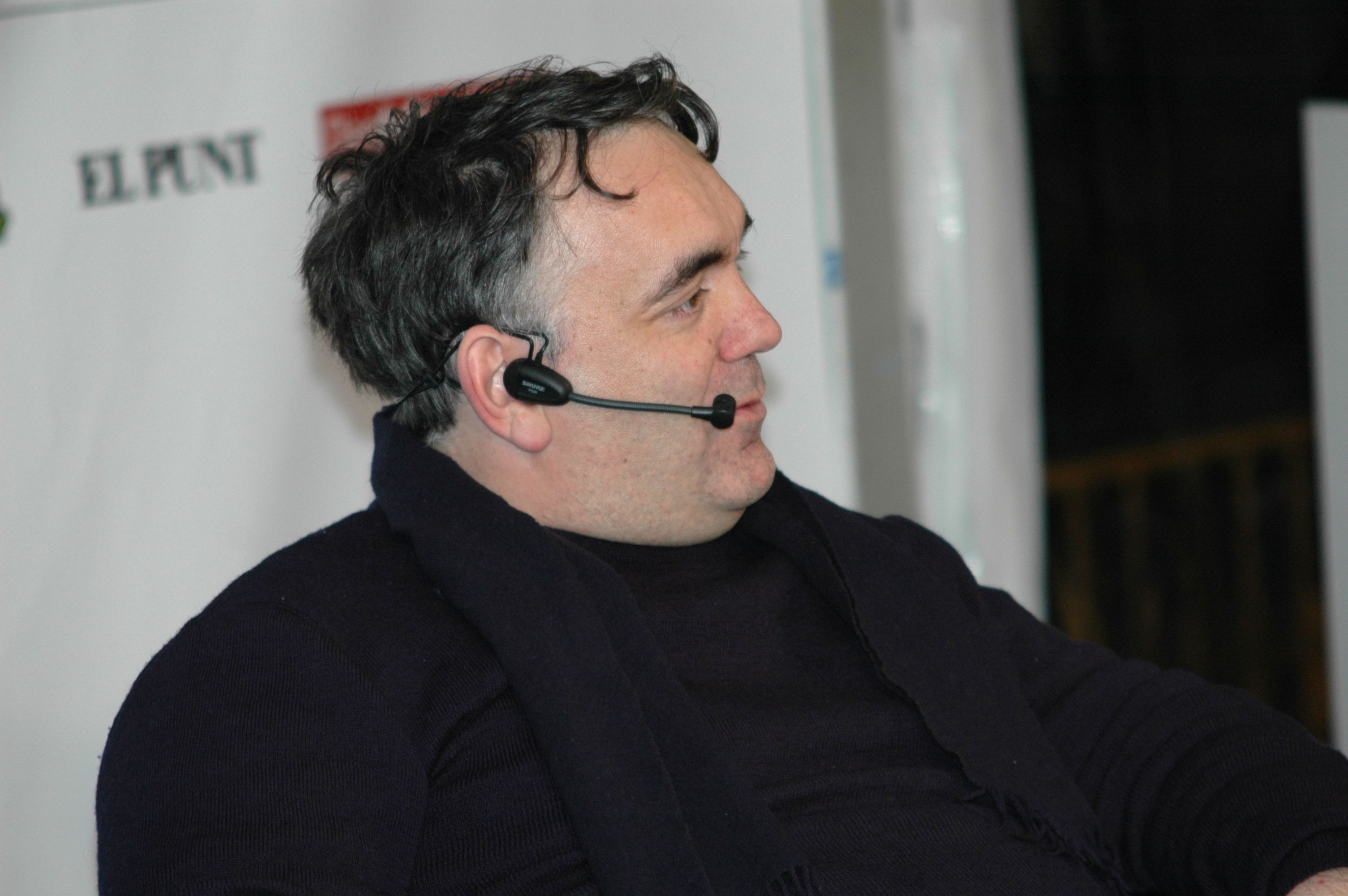
Joan-Daniel Bezsonoff Setmana del llibre en català (Woche des katalanischen Buches) in Sant Cugat del Vallès, 2009

Joan-Daniel Bezsonoff i Montalat (* 15. September 1963 in Perpignan, Frankreich) ist ein französisch-nordkatalanischer Sprachwissenschaftler, Journalist, Schriftsteller und Hochschulprofessor für Katalanisch an der Universität Perpignan.

## Leben und Werk
Bezsonoff war Katalanischlehrer in Perpignan mit Studienabschluss in französischer, spanischer und katalanischer Philologie. Er hat acht Romane verfasst, alle auf Katalanisch. Der erste war Les rambles de Saigon (In der Straßen von Saigon, 1996), es folgten La revolta dels geperuts (Die Revolte der Buckeligen, 1999) und La presonera d’Alger (Die Gefangene von Algier, 2002). Es waren jedoch La guerra dels cornuts (Der Krieg der Betrogenen, 2003), ausgezeichnet mit dem  Just-Manuel-Casero-Preis und dem Méditerranée-Roussillon-Preis, und Les amnèsies de Déu (Die Gedächtnislücken Gottes, 2005) ausgezeichnet mit dem Salambó-Preis und den Joan-Crexells-Preis, die ihm die Anerkennung der Kritik und der Schriftstellerkollegen einbrachten. Immer darum bemüht, das Katalanisch des Roussillon aufleben zu lassen, basieren seine Erzählungen auf einer umfassenden Dokumentationsarbeit und genauen historischen Kenntnissen des Milieus, in dem sie spielen. Bei seinem letzten Buch Els taxistes del tsar (Die Taxifahrer des Zaren) handelt es sich um eine Familienchronik, in der die Figur des Großvaters und das alte Russland eine wichtige Rolle spielen und in dem er die Widersprüche beschreibt, die auftreten, wenn man zwischen drei Nationen steht: der Russischen, der Französischen und der Katalanischen.
Neben dem Katalanischen setzt sich Bezsonoff auch für die okzitanische Sprache ein. Bezsonoff unterrichtete auch an der Universitat Catalana d'Estiu (Sommeruniversität) in Prades. Er schreibt regelmäßig für die Zeitschriften El Periódico de Catalunya, El Temps und L’Avenç.

## Auszeichnungen
- 2001: Premi Omnium Catalunya Nord (heute Premi Ramon Juncosa) für Les dones de paper.
- 2003: Premi de novel·la curta Just Manuel Casero für La guerra dels cornuts.
- 2004: Premi Méditerranée Roussillon für La guerra dels cornuts.
- 2005: Premi Salambó, Premi Joan Crexells, Premi Maria Àngels Anglada für Les amnèsies de Déu, einer Familiengeschichte aus Vallespir während des Zweiten Weltkrieges.
- 2008: Finalist des Premi Salambó für Els taxistes del tsar.
- 2010: Premi Lletra d’Or 2010 für Una educació francesa.
- 2012: Premi Setè Cel 2010 für La melancolia dels officials

## Werke
Sämtliche Werke sind in katalanischer Sprache verfasst.
- Els ànecs del Mekong. 1990, ISBN 2-905828-64-1.
- Les Rambles de Saigon. 1996, ISBN 2-905828-78-1.
- Les lletres d’amor no serveixen de res. 1997, ISBN 2-905828-94-3.
- La revolta dels geperuts. 1998, ISBN 2-912966-13-2.
- Les dones de paper. 2001, ISBN 2-912966-46-9.
- La presonera d’Alger. 2002, ISBN 84-7596-933-X.
- La Guerra dels Cornuts. 2004, ISBN 84-9787-025-5.
  - Französische Ausgabe: La guerre des cocus. Balzac éditeur, Baixas 2006.
- Les amnèsies de Déu. 2005, ISBN 84-9787-134-0.
- Els taxistes del tsar. 2007, ISBN 978-84-9787-222-5.[1]
  - Spanische Ausgabe: Los taxistas del zar. Barril i Barral, Barcelona, 2012.
- Una educació francesa. 2009, ISBN 978-84-88839-32-9.
- Un país de butxaca. 2010, ISBN 978-2-905828-64-4.
- La melancolia dels oficials. 2011, ISBN 978-84-9787-736-7.
- Les meues universitats. L’Avenç, Barcelona 2012, ISBN 978-84-88839-65-7.
- Matar De Gaulle. 2014.
- Guia sentimental de Perpinyà. 2015, ISBN 978-84-9809-298-1.